# Ennometes impressiceps
Ennometes impressiceps is een keversoort uit de familie Callirhipidae. De wetenschappelijke naam van de soort is voor het eerst geldig gepubliceerd in 1922 door Pic.